# Sedum confusum
Sedum confusum är en fetbladsväxtart som beskrevs av William Botting Hemsley. Sedum confusum ingår i Fetknoppssläktet som ingår i familjen fetbladsväxter. Inga underarter finns listade i Catalogue of Life.

## Bildgalleri

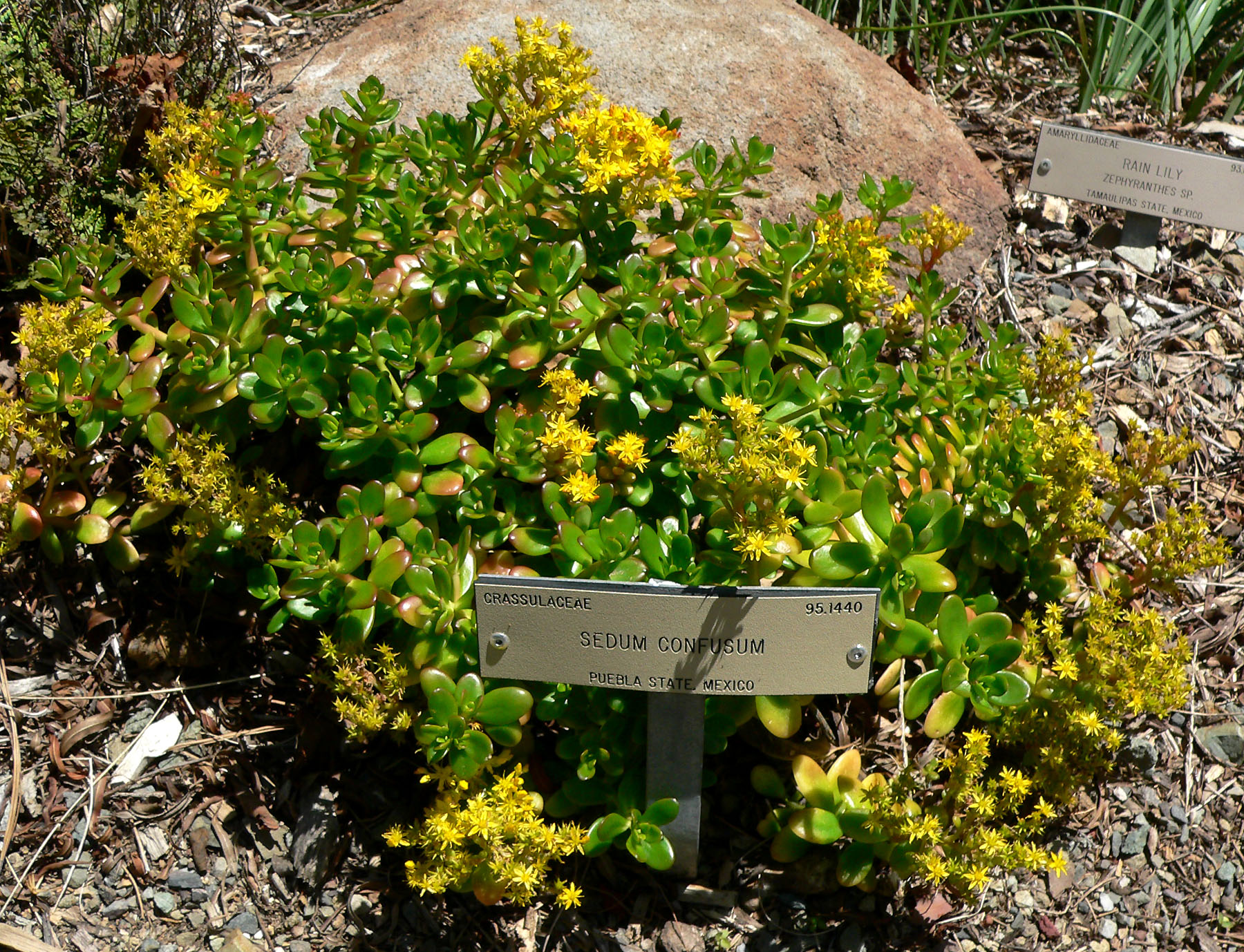
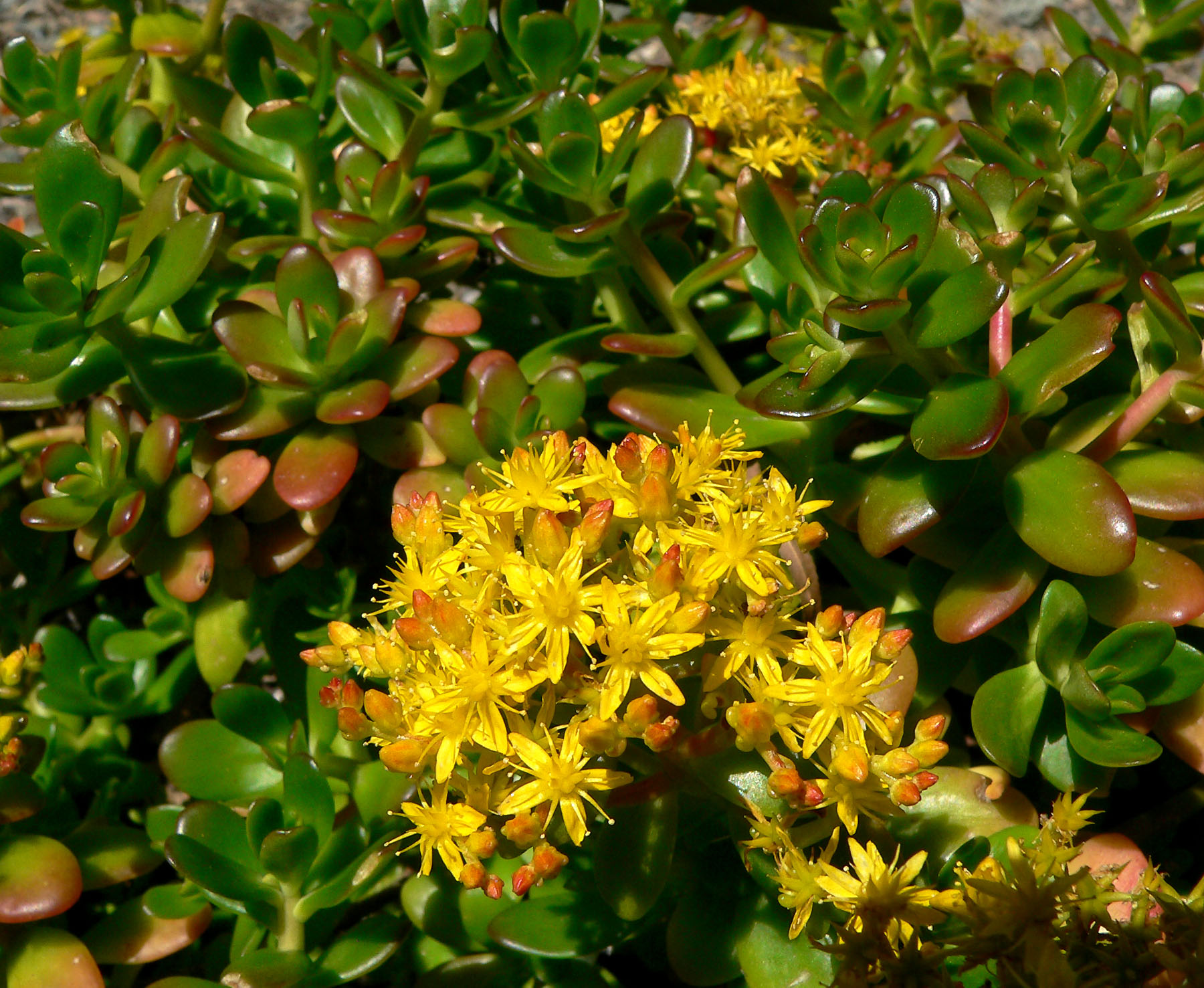
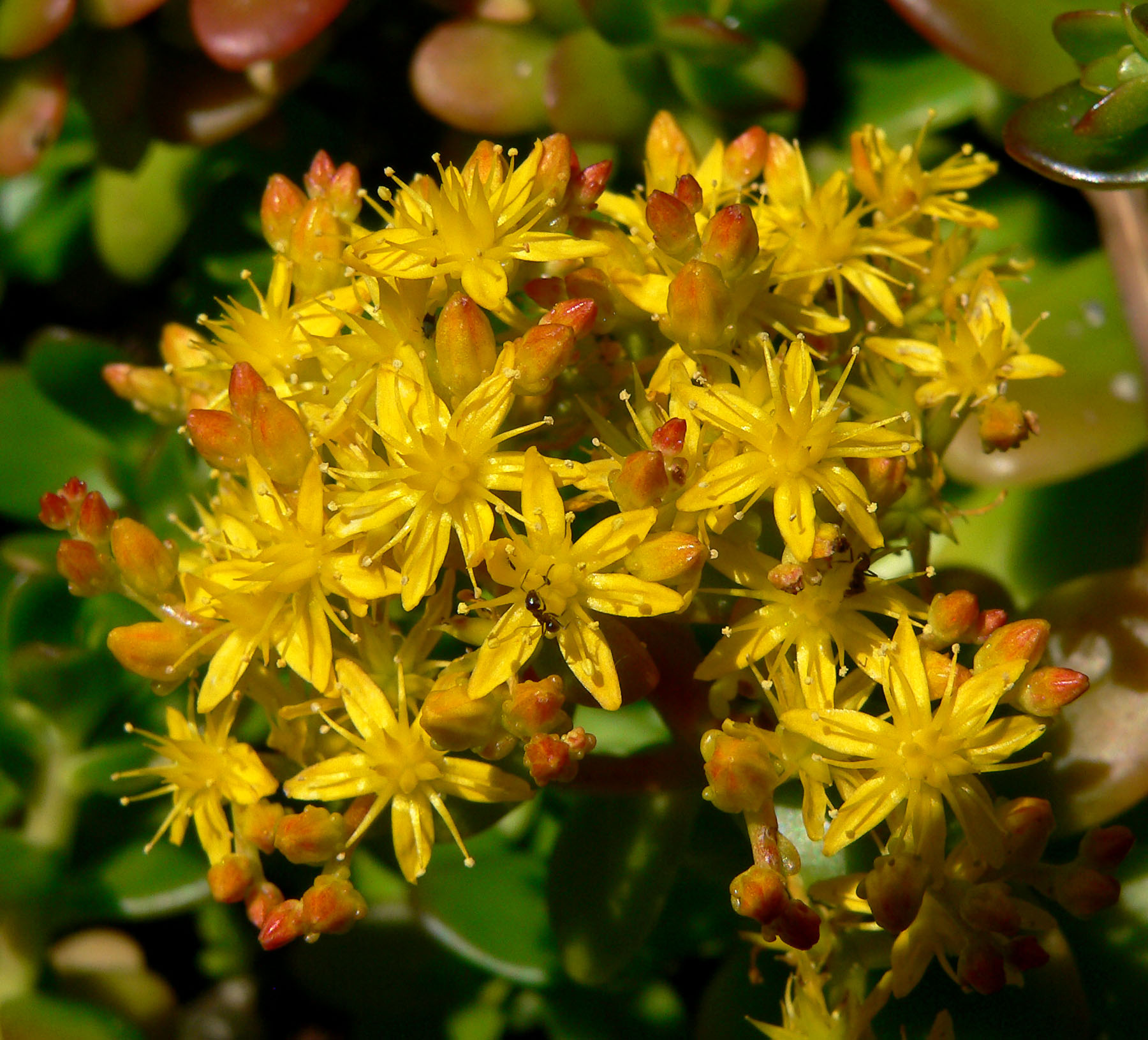